# Seseña
Seseña es un municipio y localidad española de la provincia de Toledo, en la comunidad autónoma de Castilla-La Mancha. El término, que abarca los núcleos de población de Seseña, Seseña Nuevo, Vallegrande, La Estación y El Quiñón, tiene una población de 30 165 habitantes (INE 2024).

## Geografía
La localidad se encuentra a una altitud de 598 m. La latitud es 40º 06' N y la longitud de 003º 42' O. Se ubica a 36 km del centro de Madrid. Está situado junto a los municipios madrileños de Valdemoro, Ciempozuelos y Aranjuez, y los toledanos de Esquivias y Borox. Pertenece a la comarca de La Sagra.
| Noroeste: Torrejón de Velasco | Norte: Valdemoro | Nordeste: Ciempozuelos |
| Oeste: Esquivias              |                  | Este: Ciempozuelos     |
| Suroeste: Borox               | Sur: Aranjuez    | Sureste: Aranjuez      |

## Historia
Esta tierra, por su proximidad a una zona de regadío, está presente desde tempranos tiempos, en el quehacer histórico de la provincia de Toledo. En el siglo XII, Alfonso VIII da al obispo Alderico, de la catedral de Sigüenza, una heredad cerca del Jarama y del Tajo, que después cambia el rey con el obispo por un molino en Berlanga. El mismo soberano hizo concesiones sobre las salinas de Las Espartinas. Estuvo bajo la jurisdicción de la Comunidad de ciudad y tierra de Segovia, integrada en el Sexmo de Valdemoro, luego cedido al señorío del Marqués de Moya. Fue villa del señorío del infante Felipe, comprendido en el estado de Chinchón. La villa se repuebla a mediados del siglo XV, durante el reinado de Juan II, que para mantenerla hace merced a sus vecinos de la mitad del término de Las Espartinas; donación que luego confirma su sucesor Enrique IV.
A mediados del siglo XIX, la villa tenía contabilizada una población de 708 habitantes. Aparece descrita en el decimocuarto volumen del Diccionario geográfico-estadístico-histórico de España y sus posesiones de Ultramar de Pascual Madoz de la siguiente manera:

SESEÑA: v. con ayunt. en la prov. y dióc de Toledo (S leg.), part. jud. de Illescas (2), aud. terr. de Madrid (5), c. g. de Castilla la Nueva. sit. en terreno llano y salitroso; es de clima frio y mal sano. Tiene 270 casas de piso bajo, la de ayunt., cárcel, escuela dotada con 2,190 rs. de los fondos públicos, á la que asisten 50 niños; otra de niñas sostenida por retribucion, en la que se educan 41; igl. parr. (la Asuncion) con curato de entrada de provision ordinaria: 2 ermitas tituladas del Sto. Cristo de la Misericordia y de la Concepcion, y en los afueras el cementerio. Es pueblo escaso de aguas. Confina el térm. por N. con el de Valdemoro; E. Bayona; S. Boróx, y O. Illescas; y comprende el desp. de Espartinas y tierras de labor; le baña el r. Jarama. El terreno es llano y de secano: los caminos vecinales: el correo se recibe en Ciempozuelos. prod.: cereales, aceite y vino; se mantiene ganado lanar, y se cria caza menuda. ind. y comercio: las salinas y calderas de aguardiente, en cuyos art. y los granos consiste su tráfico. pobl.: 202 vec., 708 alm. cap. prod.: 869,862 rs. imp.: 23,746. contr.: segun el cálculo oficial de la prov. 74'48 por 100.
(Madoz, 1849, p. 205)

La batalla de Seseña se desarrolló aquí durante la guerra civil española en 1936, una confrontación que duró meses y que dejó la mayoría de edificaciones parcial o completamente destruidas por lo que se decidió construir Seseña Nuevo (a 4 km de Seseña).

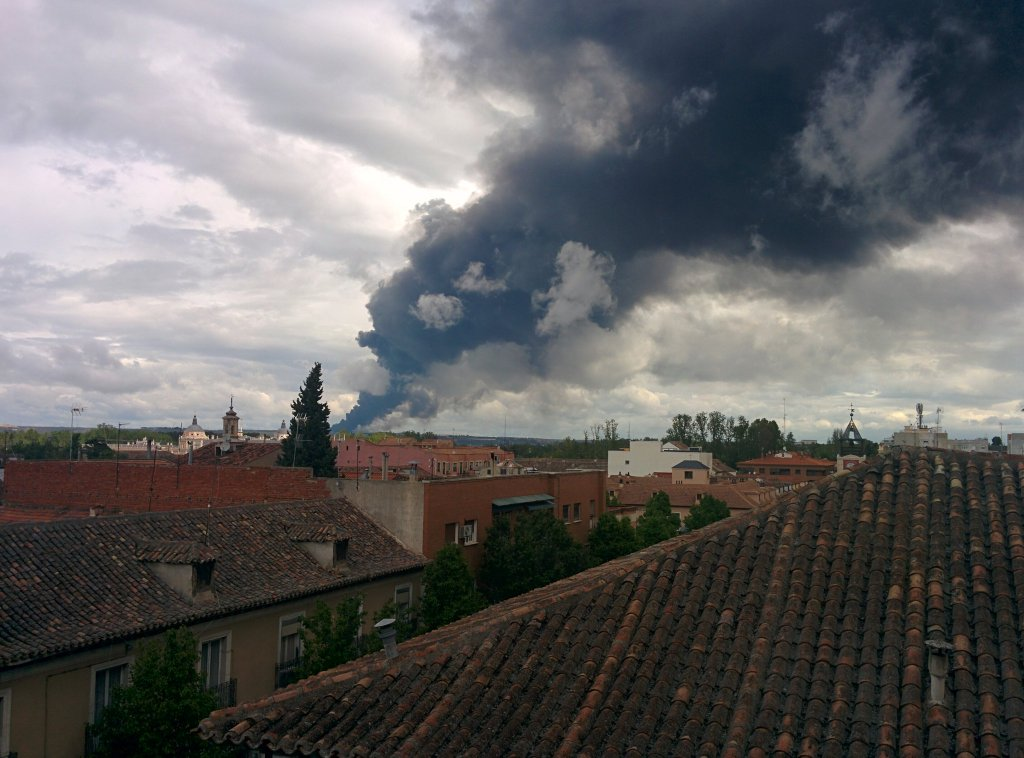
Nube de humo del incendio de 2016 vista desde Aranjuez

El día 13 de mayo de 2016 se desató en la localidad el incendio del mayor vertedero de neumáticos de Europa, declarado ilegal ya en 2003, produciendo una columna de humo visible desde la ciudad de Madrid. El incendio fue calificado como una de las mayores catástrofes medioambientales en el país desde el hundimiento del Prestige en la costa gallega.

## Demografía
Seseña cuenta con una población de 30 165 habitantes (INE 2024).
| Gráfica de evolución demográfica de Seseña entre 1842 y 2021                                                        |
| |
| Población de derecho según los censos de población del INE Población de hecho según los censos de población del INE |

La población empadronada sigue creciendo a un ritmo constante: 21 558 habitantes en 2015, 22 027 en 2016 y 22 992 en 2017 (según el alcalde Velázquez a finales de 2016, por estimaciones, ya vivían más de 30 000 personas), aunque actualmente ese crecimiento se ha frenado porqué la mayoría de las viviendas están habitadas y no se está construyendo, cabe destacar el crecimiento de ciertos núcleos de población, como las urbanizaciones Torrecastillo (de 2003 a 2007, situada en el área oeste de Seseña Viejo) y Vallegrande, Seseña Nuevo (desde 1993), Seseña Viejo, mayormente este crecimiento radicado en viviendas unifamiliares, por otro lado en la urbanización El Quiñón, de reciente creación, estando empadronadas 5945 personas en 2015 y 6500 en 2016, se estima que viven más de 11 000.

## Comunicaciones

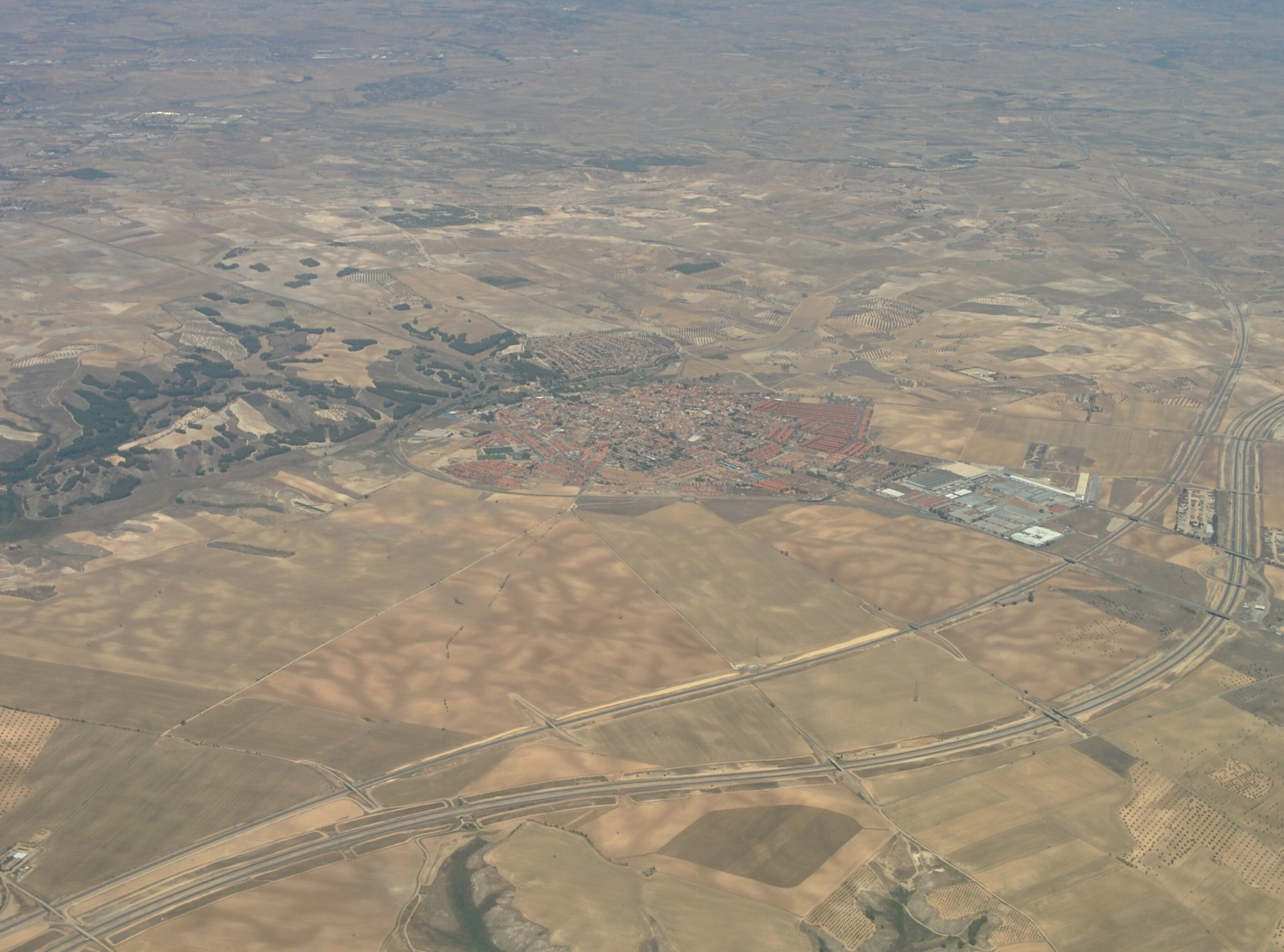
Vista aérea de su entorno

### Carretera
- Autovía del Sur (A-4)
- Autopista de peaje R-4
- Carretera CM-4010 hacia Esquivias.

### Autobuses

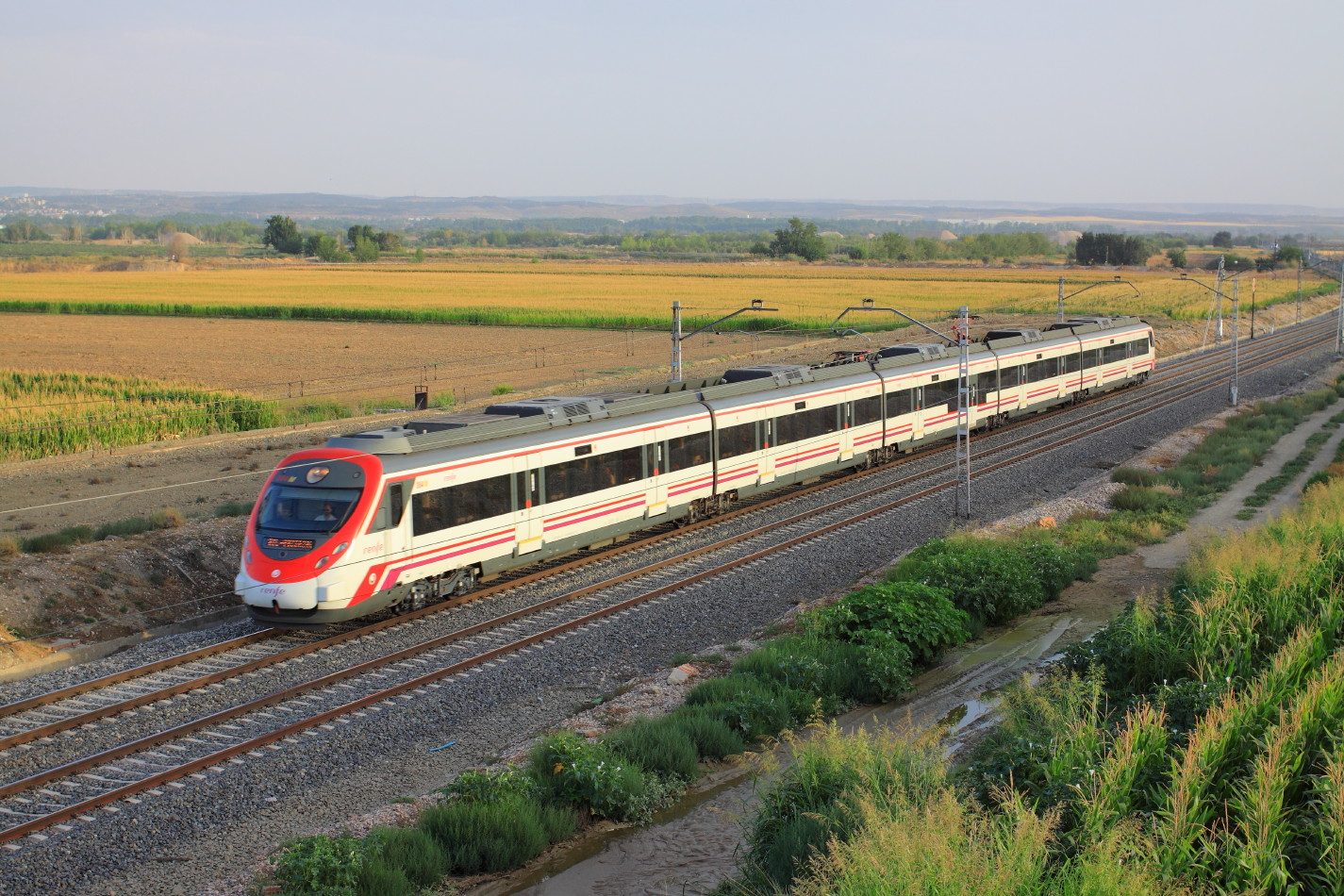
Cercanías a su paso por el término municipal

- Autobuses diarios de Rubicar hacia Illescas, y de SAMAR hacia Toledo desde la parada existente en la autovía A-4 y desde Seseña Viejo.
- Autobuses de AISA (423, 429) desde Seseña Nuevo, con dirección a Madrid (parada en Villaverde Bajo, 12 de Octubre y Legazpi)
- Autobuses de Interbús, desde El Quiñon, Seseña Viejo y Seseña Nuevo, dirección a Madrid (parada en Valdemoro, Pinto, Villaverde Bajo-Cruce, 12 de Octubre, Legazpi).
- Autobuses de Madrid, con destino Aranjuez y parada oficial en Seseña, de AISA  (423, 429) (Salida desde Legazpi, 12 de Octubre,  Villaverde Bajo-Cruce y con parada en Seseña Nuevo).
- Autobuses de Interbús, desde Madrid, con dirección a Seseña (Salida desde Legazpi, paradas en 12 de Octubre, Villaverde Bajo-Cruce, Pinto, Valdemoro y Seseña Nuevo, Seseña Viejo y El Quiñón).
- Autobús urbano (circular).

### Ferrocarril
- Estación de Seseña: antigua estación de Renfe Cercanías en la que no se efectúa parada (línea C-3) no presta servicio a viajeros.

## Símbolos
El escudo heráldico que representa al municipio fue aprobado por decreto el 22 de abril de 1986 con el siguiente blasón:

Medio partido y cortado; 1º de plata, el Castillo de Puñonrostro en fondo rojo, 2º las salinas de plata; 3º en azur, el puente de tres ojos, de plata. Al timbre, Corona Real abierta.
Diario Oficial de Castilla-La Mancha nº 17 de 29 de abril de 1986

## Administración y política
| Periodo   | Nombre                   | Partido | Partido                                  |
| --------- | ------------------------ | ------- | ---------------------------------------- |
| 1979-1987 | Emilio Ocaña Gavilán     |         | Partido Comunista de España (PCE)        |
| 1987-2003 | José Luis Martín Jiménez |         | Partido Socialista Obrero Español (PSOE) |
| 2003-2011 | Manuel Fuentes Revuelta  |         | Izquierda Unida (IU)                     |
| 2011-2019 | Carlos Velázquez Romo    |         | Partido Popular (PP)                     |
| 2019-2023 | Silvia Fernández García  |         | Partido Socialista Obrero Español (PSOE) |
| 2023-act. | Jaime de Hita            |         | Partido Popular (PP)                     |

| Partido político                                       | 2023  | 2023  | 2023       | 2019  | 2019  | 2019       | 2015  | 2015  | 2015       | 2011  | 2011  | 2011       | 2007  | 2007  | 2007       | 2003  | 2003  | 2003       | 1999  | 1999  | 1999       | 1995  | 1995  | 1995       | 1991  | 1991  | 1991       | 1987  | 1987  | 1987       | 1983  | 1983  | 1983       | 1979  | 1979  | 1979       |
| Partido político                                       | Votos | %     | Concejales | Votos | %     | Concejales | Votos | %     | Concejales | Votos | %     | Concejales | Votos | %     | Concejales | Votos | %     | Concejales | Votos | %     | Concejales | Votos | %     | Concejales | Votos | %     | Concejales | Votos | %     | Concejales | Votos | %     | Concejales | Votos | %     | Concejales |
| Partido Popular (PP)-Alianza Popular (AP)              | 4024  | 42,17 | 10         | 1962  | 23,20 | 5          | 2791  | 35,2  | 8          | 4212  | 57,45 | 11         | 1699  | 33,41 | 6          | 982   | 29,3  | 4          | 448   | 19,26 | 2          | 399   | 20,08 | 2          | 198   | 12,74 | 1          | 278   | 17,64 | 2          | 382   | 23,99 | 3          | —     | —     | —          |
| Partido Socialista Obrero Español (PSOE)               | 2169  | 22,73 | 5          | 2343  | 27,71 | 6          | 1690  | 21,31 | 5          | 1258  | 17,16 | 3          | 958   | 18,84 | 3          | 1132  | 33,77 | 4          | 1133  | 48,71 | 6          | 894   | 44,99 | 6          | 877   | 56,44 | 7          | 562   | 35,66 | 4          | 229   | 14,38 | 1          | 330   | 22,82 | 2          |
| Vox                                                    | 1580  | 16,56 | 3          | 11,62 | 983   | 2          | —     | —     | —          | —     | —     | —          | —     | —     | —          | —     | —     | —          | —     | —     | —          | —     | —     | —          | —     | —     | —          | —     | —     | —          | —     | —     | —          | —     | —     | —          |
| Izquierda Unida (IU)-Partido Comunista de España (PCE) | 625   | 6,55  | 1          | 1012  | 11,96 | 3          | 1560  | 19,67 | 5          | 1023  | 13,95 | 2          | 2109  | 41,47 | 7          | 1183  | 35,29 | 5          | 463   | 19,91 | 2          | 358   | 18,02 | 2          | 456   | 29,34 | 3          | 713   | 45,24 | 5          | 894   | 56,16 | 7          | 611   | 42,25 | 5          |
| Todo por Seseña (TXS)                                  | 528   | 5,53  | 1          | 118   | 1,39  | 0          | —     | —     | —          | —     | —     | —          | —     | —     | —          | —     | —     | —          | —     | —     | —          | —     | —     | —          | —     | —     | —          | —     | —     | —          | —     | —     | —          | —     | —     | —          |
| Más Seseña (MSÑ)                                       | 495   | 5,18  | 1          | 684   | 8,08  | 2          | —     | —     | —          | —     | —     | —          | —     | —     | —          | —     | —     | —          | —     | —     | —          | —     | —     | —          | —     | —     | —          | —     | —     | —          | —     | —     | —          | —     | —     | —          |
| Ciudadanos (CS)                                        | —     | —     | —          | 1031  | 12,19 | 3          | 1111  | 14,01 | 3          | —     | —     | —          | —     | —     | —          | —     | —     | —          | —     | —     | —          | —     | —     | —          | —     | —     | —          | —     | —     | —          | —     | —     | —          | —     | —     | —          |
| Unión Progreso y Democracia (UPyD)                     | —     | —     | —          | —     | —     | —          | 384   | 4,84  | 0          | 401   | 5,47  | 1          | —     | —     | —          | —     | —     | —          | —     | —     | —          | —     | —     | —          | —     | —     | —          | —     | —     | —          | —     | —     | —          | —     | —     | —          |
| Unión de Ciudadanos Independientes (UCIT)              | —     | —     | —          | —     | —     | —          | —     | —     | —          | —     | —     | —          | 271   | 5,33  | 1          | —     | —     | —          | —     | —     | —          | —     | —     | —          | —     | —     | —          | —     | —     | —          | —     | —     | —          | —     | —     | —          |
| Independientes                                         | —     | —     | —          | —     | —     | —          | —     | —     | —          | —     | —     | —          | —     | —     | —          | —     | —     | —          | 249   | 10,71 | 1          | 298   | 15    | 1          | —     | —     | —          | —     | —     | —          | 87    | 5,46  | 0          | —     | —     | —          |
| Unión de Centro Democrático (UCD)                      | —     | —     | —          | —     | —     | —          | —     | —     | —          | —     | —     | —          | —     | —     | —          | —     | —     | —          | —     | —     | —          | —     | —     | —          | —     | —     | —          | —     | —     | —          | —     | —     | —          | 505   | 34,92 | 4          |